# آنت درسدن-پولاک
آنت درسدن-پولاک (به انگلیسی: Anna Dresden-Polak) ژیمناست زادهٔ ۲۴ نوامبر ۱۹۰۶ میلادی اهل کشور هلند است.